# Sonho Eterno
Peter Ibbetson (bra/prt: Sonho Eterno) é um filme estadunidense de 1935, do gênero drama fantástico-romântico, dirigido por Henry Hathaway. Luis Buñuel e alguns outros o consideram "uma obra-prima". O roteiro é baseado na peça homônima, que fez sucesso na Broadway em 1917. Por sua vez, tanto a peça quanto o filme mudo Forever (1921) são adaptações do romance de George Du Maurier, publicado em 1891.
O diretor de fotografia Charles Lang utilizou filtros e películas especiais que deram um tom fantástico aos estranhos cenários naturais.

## Sinopse
O arquiteto Peter Ibbetson é contratado pelo duque de Towers para um trabalho de restauração em sua propriedade. Quando chega, descobre que a Duquesa Mary é, na verdade, a sua namoradinha de infância. A velha chama é reacesa e o duque, com ciúmes, tenta atirar em Peter, porém é morto por este. Peter recebe a pena de prisão perpétua e começa a se comunicar espiritualmente com Mary através dos sonhos de ambos. Os anos passam, mas seu amor continua a ser alimentado dessa forma, até que morrem e se reencontram no Além.

## Elenco
| Ator/Atriz         | Personagem       |
| ------------------ | ---------------- |
| Gary Cooper        | Peter Ibbetson   |
| Ann Harding        | Duquesa Mary     |
| John Halliday      | Duque de Towers  |
| Ida Lupino         | Agnes            |
| Douglass Dumbrille | Coronel Forsythe |
| Doris Lloyd        | Sra. Dorian      |
| Gilbert Emery      | Wilkins          |
| Donald Meek        | Sr. Slade        |

## Principais prêmios e indicações
| Prêmio | Categoria            | Resultado |
| ------ | -------------------- | --------- |
| Oscar  | Melhor Trilha Sonora | Indicado  |